# Кубок Данії з футболу 2008—2009
Кубок Данії з футболу 2008–2009 — 55-й розіграш кубкового футбольного турніру в Данії. Титул вчетверте здобув Копенгаген.

## Календар
| Раунд        | Дата                    | Матчі | Клуби    |
| ------------ | ----------------------- | ----- | -------- |
| Перший раунд | 12-19 серпня 2008       | 48    | 108 → 60 |
| Другий раунд | 23-24 серпня 2008       | 28    | 60 → 32  |
| 1/16 фіналу  | 26-29 вересня 2008      | 16    | 32 → 16  |
| 1/8 фіналу   | 29-30 жовтня 2008       | 8     | 16 → 8   |
| 1/4 фіналу   | 12 листопада 2008       | 4     | 8 → 4    |
| 1/2 фіналу   | 15-16/28-29 квітня 2009 | 4     | 4 → 2    |
| Фінал        | 21 травня 2009          | 1     | 2 → 1    |

## 1/16 фіналу
| Команда 1        | Рахунок      | Команда 2     |
| ---------------- | ------------ | ------------- |
| 26 вересня 2008  |              |               |
| Бреншей (3)      | 2:3 дч       | Ольборг       |
| Віборг (2)       | 1:2          | Горсенс       |
| 27 вересня 2008  |              |               |
| Фредерісія (2)   | 2:2 пен. 6:5 | Герфельге (2) |
| Варде (3)        | 0:3          | Люнгбю (2)    |
| Вестшелланн (3)  | 0:4          | Копенгаген    |
| 28 вересня 2008  |              |               |
| Відовре (2)      | 3:1 дч       | Вайле         |
| Аварта (3)       | 1:2          | Орхус         |
| Фрем (2)         | 0:6          | Норшелланн    |
| Норвест (4)      | 1:0          | Сеннер'юск    |
| Блокхус (3)      | 0:2          | Раннерс       |
| Хобро (3)        | 0:3          | Нествед (2)   |
| Амагер (2)       | 1:3          | Оденсе        |
| Сківе (2)        | 2:1          | Есб'єрг       |
| Хольстебро (4)   | 1:1 пен. 5:4 | Ванлосе (3)   |
| Фюн (3)          | 2:3          | Брондбю       |
| 29 вересня 2008  |              |               |
| Академіск БК (2) | 1:0          | Мідтьюлланн   |

## 1/8 фіналу
| Команда 1      | Рахунок      | Команда 2        |
| -------------- | ------------ | ---------------- |
| 29 жовтня 2008 |              |                  |
| Фредерісія (2) | 0:1          | Ольборг          |
| Норвест (4)    | 1:1 пен. 4:2 | Академіск БК (2) |
| Люнгбю (2)     | 5:2          | Сківе (2)        |
| Відовре (2)    | 3:3 пен. 2:4 | Норшелланн       |
| Горсенс        | 3:2          | Раннерс          |
| Оденсе         | 1:0          | Орхус            |
| 30 жовтня 2008 |              |                  |
| Нествед (2)    | 0:3          | Копенгаген       |
| Хольстебро (4) | 1:2          | Брондбю          |

## 1/4 фіналу
| Команда 1         | Рахунок      | Команда 2  |
| ----------------- | ------------ | ---------- |
| 12 листопада 2008 |              |            |
| Люнгбю (2)        | 0:0 пен. 2:4 | Копенгаген |
| Норшелланн        | 1:2          | Ольборг    |
| Норвест (4)       | 2:1          | Горсенс    |
| Оденсе            | 0:1          | Брондбю    |

## 1/2 фіналу
| Команда 1         | Заг.    | Команда 2  | 1-й матч | 2-й матч |
| ----------------- | ------- | ---------- | -------- | -------- |
| 15/29 квітня 2009 |         |            |          |          |
| Брондбю           | 4:4 (ч) | Ольборг    | 3:3      | 1:1      |
| 16/28 квітня 2009 |         |            |          |          |
| Норвест (4)       | 1:6     | Копенгаген | 0:4      | 1:2      |

## Фінал
| 21 травня 2009 16:00 (EEST) |

| Ольборг | 0:1      | Копенгаген |
| ------- | -------- | ---------- |
|         | Протокол | Квіст 31'  |

| Паркен, Копенгаген Глядачів: 29 249 Арбітр: Петер Расмуссен |